# Diplogasteriana demani
Diplogasteriana demani är en rundmaskart. Diplogasteriana demani ingår i släktet Diplogasteriana och familjen Diplogasteridae. Inga underarter finns listade i Catalogue of Life.